# Ilyes Ziani
Ilyes Ziani (en arabe : إليس زياني), né le 20 juin 2003 à Bruxelles en Belgique, est un footballeur belgo-marocain qui joue au poste de milieu de terrain au RWD Molenbeek, dont il est actuellement le capitaine.

## Biographie

### En club

#### Formation à l'Union Saint-Gilloise
Ilyes Ziani naît et grandit à Bruxelles au sein d'une famille marocaine. Pur produit de l'Union Saint-Gilloise, il est l'un des rares éléments du centre de formation promu en équipe première sous l'entraineur Felice Mazzù, faisant sa première apparition sur le banc lors d'un match de championnat, le 23 octobre 2021 face à la KAS Eupen (victoire, 2-3). 
Le 15 décembre 2021, il dispute son premier match professionnel avec les Unionistes en entrant en jeu à la 82e minute à la place de Dante Vanzeir face au SV Zulte Waregem en Jupiler Pro League (victoire, 0-2). Il termine vice-champion de Belgique derrière le Club Bruges KV pour sa première saison en professionnel, avec un total de quatre matchs disputés.  
Le 16 juillet 2022, à l'occasion des matchs de présaison sous le nouvel entraîneur Karel Geraerts, il inscrit son premier but professionnel sous le maillot de l'Union face au Feyenoord Rotterdam sur une passe décisive d'Arnaud Dony (nl)à la 120e minute. Le 2 août 2022, il entre en jeu à la 85e minute face aux Rangers à l'occasion d'un match comptant pour les barrages de la Ligue des champions (victoire, 2-0). Le 6 août 2022, il reçoit sa première titularisation en championnat face au KV Malines (défaite, 3-0).

#### Prêt puis transfert au SL 16 FC
Le 26 août 2022, il est prêté pour une saison au SL 16 FC, l'équipe réserve et sections jeunes du Standard de Liège évoluant en Challenger Pro League, le championnat de Belgique de deuxième division. Il inscrit cinq buts lors de cette saison. Le 29 mai 2023, il poursuit sa carrière par un transfert dans ce club en signant un contrat pour deux saisons plus une option d'une saison supplémentaire.

#### RWD Molenbeek
Lors du mercato estival 2024, il est mêlé avec son coéquipier Noah Dodeigne (nl) à un échange avec le RWD Molenbeek dans le cadre du prêt d'Ilay Camara aux Rouches,. Ziani ne tarde pas à s'intégrer au sein du noyau bruxellois et, à peine arrivé, il est déjà titulaire face au PE Maasmechelen,.

### En sélections nationales
Le 18 septembre 2022, il reçoit une convocation de Mohammed Ouahbi avec le Maroc -20 ans pour trois matchs amicaux face à l'équipe d'Angleterre -20 ans, du Chili -20 ans et d'Argentine -20 ans.
Le 7 juin 2023, il prend part au Tournoi Maurice Revello avec le Maroc -20 ans en étant titularisé lors du premier match face au Japon -20 ans (défaite, 2-1). Il dispute au total quatre matchs, atteignant la septième place du tournoi grâce à une victoire de 1-0 contre le Venezuela -20 ans.

## Statistiques

### En club
| Saison                | Club                  | Championnat           | Championnat | Championnat | Championnat | Coupe(s) nationale(s) | Coupe(s) nationale(s) | Coupe(s) nationale(s) | Compétition(s) continentale(s) | Compétition(s) continentale(s) | Compétition(s) continentale(s) | Compétition(s) continentale(s) | Autres compétitions | Autres compétitions | Autres compétitions | Autres compétitions | Total | Total | Total |
| Saison                | Club                  | Division              | M.          | B.          | P.d.        | M.                    | B.                    | P.d.                  | Comp.                          | M.                             | B.                             | P.d.                           | Comp.               | M.                  | B.                  | P.d.                | M.    | B.    | P.d.  |
| 2021-2022             | Union Saint-Gilloise  | Division 1A           | 4           | 0           | 0           | -                     | -                     | -                     | -                              | -                              | -                              | -                              | PO1                 | -                   | -                   | -                   | 4     | 0     | 0     |
| 2022-2023             | Union Saint-Gilloise  | Division 1A           | 2           | 0           | 0           | -                     | -                     | -                     | C1                             | 1                              | 0                              | 0                              | PO1                 | -                   | -                   | -                   | 3     | 0     | 0     |
| Sous-total            | Sous-total            | Sous-total            | 6           | 0           | 0           | -                     | -                     | -                     | -                              | 1                              | 0                              | 0                              | -                   | -                   | -                   | -                   | 7     | 0     | 0     |
| 2022-2023             | SL16 FC               | Division 1B           | 18          | 5           | 0           | -                     | -                     | -                     | -                              | -                              | -                              | -                              | PO                  | 9                   | 1                   | 2                   | 27    | 6     | 2     |
| 2023-2024             | SL16 FC               | Division 1B           | 26          | 1           | 4           | -                     | -                     | -                     | -                              | -                              | -                              | -                              | -                   | -                   | -                   | -                   | 26    | 1     | 4     |
| Sous-total            | Sous-total            | Sous-total            | 44          | 6           | 4           | -                     | -                     | -                     | -                              | -                              | -                              | -                              | -                   | 9                   | 1                   | 2                   | 53    | 7     | 6     |
| 2024-2025             | RWD Molenbeek         | Division 1B           | 26          | 7           | 9           | 1                     | 0                     | 0                     | -                              | -                              | -                              | -                              | PO                  | 2                   | 0                   | 0                   | 29    | 7     | 9     |
| 2025-2026             | RWD Molenbeek         | Division 1B           | 2           | 1           | 1           | -                     | -                     | -                     | -                              | -                              | -                              | -                              | -                   | -                   | -                   | -                   | 2     | 1     | 1     |
| Sous-total            | Sous-total            | Sous-total            | 28          | 8           | 10          | 1                     | 0                     | 0                     | -                              | -                              | -                              | -                              | -                   | 2                   | 0                   | 0                   | 31    | 8     | 10    |
| Total sur la carrière | Total sur la carrière | Total sur la carrière | 78          | 14          | 14          | 1                     | 0                     | 0                     | -                              | 1                              | 0                              | 0                              | -                   | 11                  | 1                   | 2                   | 91    | 15    | 16    |

## Palmarès

### En club
|  |  | Union Saint-Gilloise - Championnat de Belgique : - Vice-champion : 2022 |